# 傅鑫
傅鑫（?—?），清朝人，是一名清朝政治人物。
傅鑫曾于1900年接替金元烺任奉贤县知县一职，1901年由陈其寿接任。